# Вибух газу в Євпаторії
Вибух газу в Євпаторії стався о 21:30 (UTC+2) 24 грудня 2008 року в житловому будинку на вулиці Некрасова, 67. Унаслідок катастрофи на двох із п'яти сходів блоку обвалилися п'ять поверхів житлового будинку, що побудований 1965 року. Загинуло 27 осіб та ще 21 постраждали. У рятувальній операції взяли участь 700 рятувальників. За попередніми висновками, причиною вибуху стала негерметична установка газу.
У зв'язку з катастрофою Президент України Віктор Ющенко оголосив 26 грудня 2008 року днем національної жалоби.